# Wielika (Czukocki Okręg Autonomiczny)
Wielika, Onemen (ros. Великая, Онемен) – rzeka w azjatyckiej części Rosji, w Czukockim Okręgu Autonomicznym; długość 451 km (od źródeł rzeki Kylwygejwaam 556 km); powierzchnia dorzecza 31 000 km²; średni roczny przepływ u ujścia 290 m³/s.
Powstaje z połączenia kilku mniejszych rzek wypływających z Gór Koriackich; płynie w kierunku północno-wschodnim; w środkowym biegu doliną pomiędzy głównym pasmem Gór Koriackich a górami Rarytkin, w dolnym biegu po Nizinie Anadyrskiej, dzieląc się na ramiona; uchodzi estuarium do Zatoki Onemen (Morze Beringa).
Zasilanie śniegowo-deszczowe; zamarza od października do maja-czerwca.